# エクアドル軍
エクアドル軍（エクアドルぐん、スペイン語: Fuerzas Armadas de Ecuador）は、エクアドルの軍隊である。2007年時点で総員56,500人、予備役118,000人。
エクアドル大統領の指揮の下、国防大臣を通じて文民統制を受ける。国防省傘下の陸海空の三軍がある。
徴兵制を採用しており、成人男子は18歳以降に12ヶ月間服務する。

## 組織構成
国軍は大統領を最高司令官とし、国防戦略の意思決定機関として閣僚、三軍の参謀総長、国会議長および最高裁判官が出席する国家安全保障会議（Consejo de Seguridad Nacional）があり、国防省傘下の国軍合同司令部（Comando Conjunto de las Fuerzas Armadas）の下で調整運用される。

### 陸軍

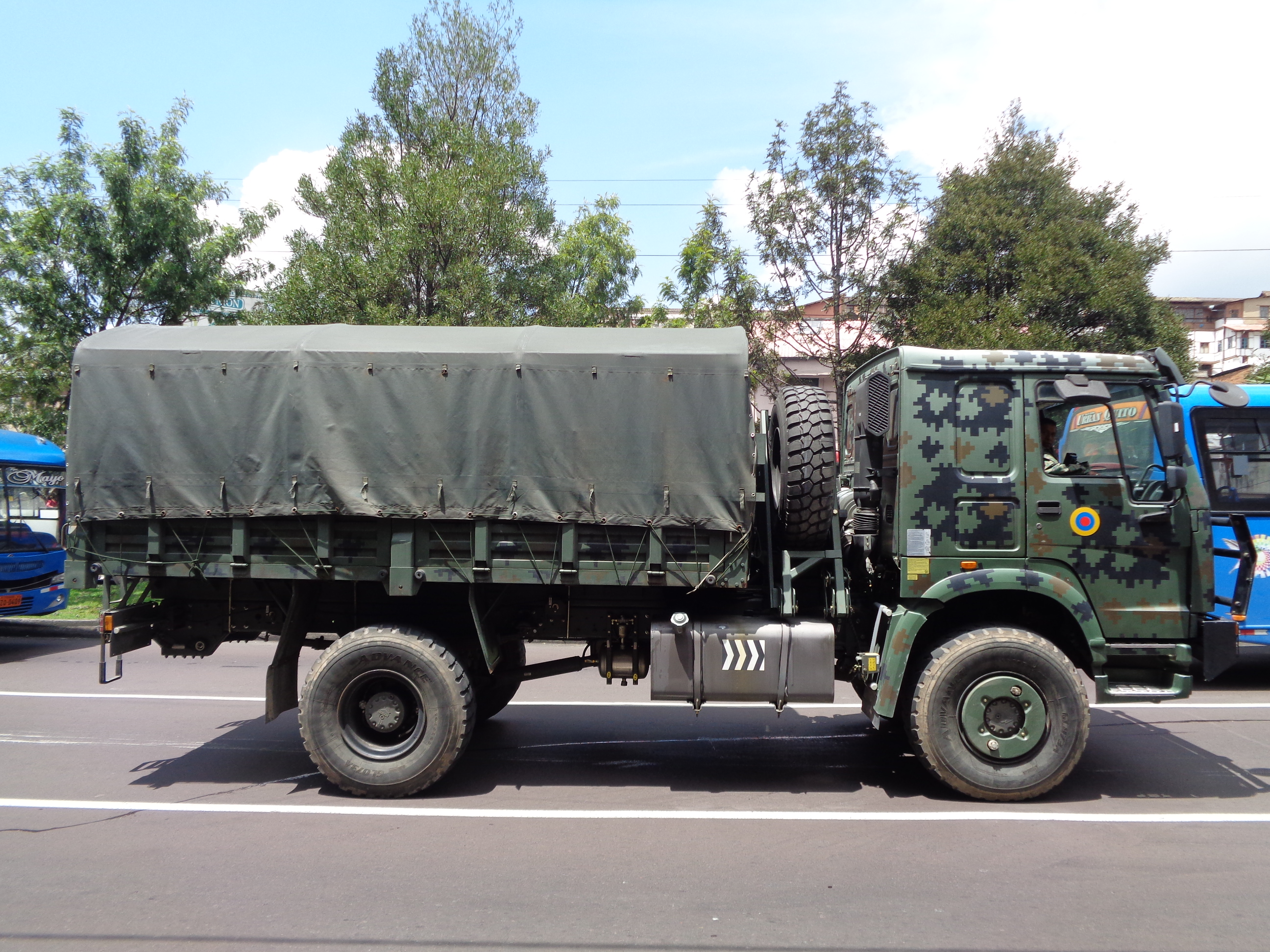
Fuerzas Armadas del Ecuador, Centro Histórico, Quito

陸軍は4個師団を基幹に約47,000人が所属し、その他の部隊・機関から成る。西側諸国製兵器が多い。

### 海軍
海軍は2隻の潜水艦と2隻のフリゲートを中心に哨戒艇などの艦艇を有している。国内を3つの海軍管区に区分し、内陸のアマゾン川など内水河川の防衛警備も担当している。この他にヘリコプターを主力とする海軍航空隊や約1,700人規模の海兵隊および1980年に創設された小規模な沿岸警備隊がある。また経営陣の人事刷新により国営石油企業であるペトロエクアドルの運営にも関わっている。

### 空軍
空軍は4個航空団とその他の部隊・機関から成る。通常の軍務のみならず、民間航空行政や航空関連の企業活動も行なっている。

## 国際活動
エクアドル軍は以下の国際活動に参加した実績がある。
- 国際連合インド・パキスタン軍事監視団 - パキスタン・インド両国側に派遣。
- 国際連合レバノン監視団
- 国際連合コンゴ活動
- ドミニカ国際連合事務総長代表使節団
- 国際連合中米監視団 - ONUCAとしてニカラグアに派遣。
- 国際連合中米監視団 - ONUSALとしてエルサルバドルに派遣。
- 国際連合グアテマラ人権監視団
- 国際連合リベリア・ミッション
- 国際連合コートジボワール活動
- 国際連合ハイチ安定化ミッション
- 国際連合スーダン派遣団
- 国際連合ネパール支援団
- 国際連合中央アフリカ・チャド・ミッション - チャド・中央アフリカ両国に派遣。